# 소마 미치타네

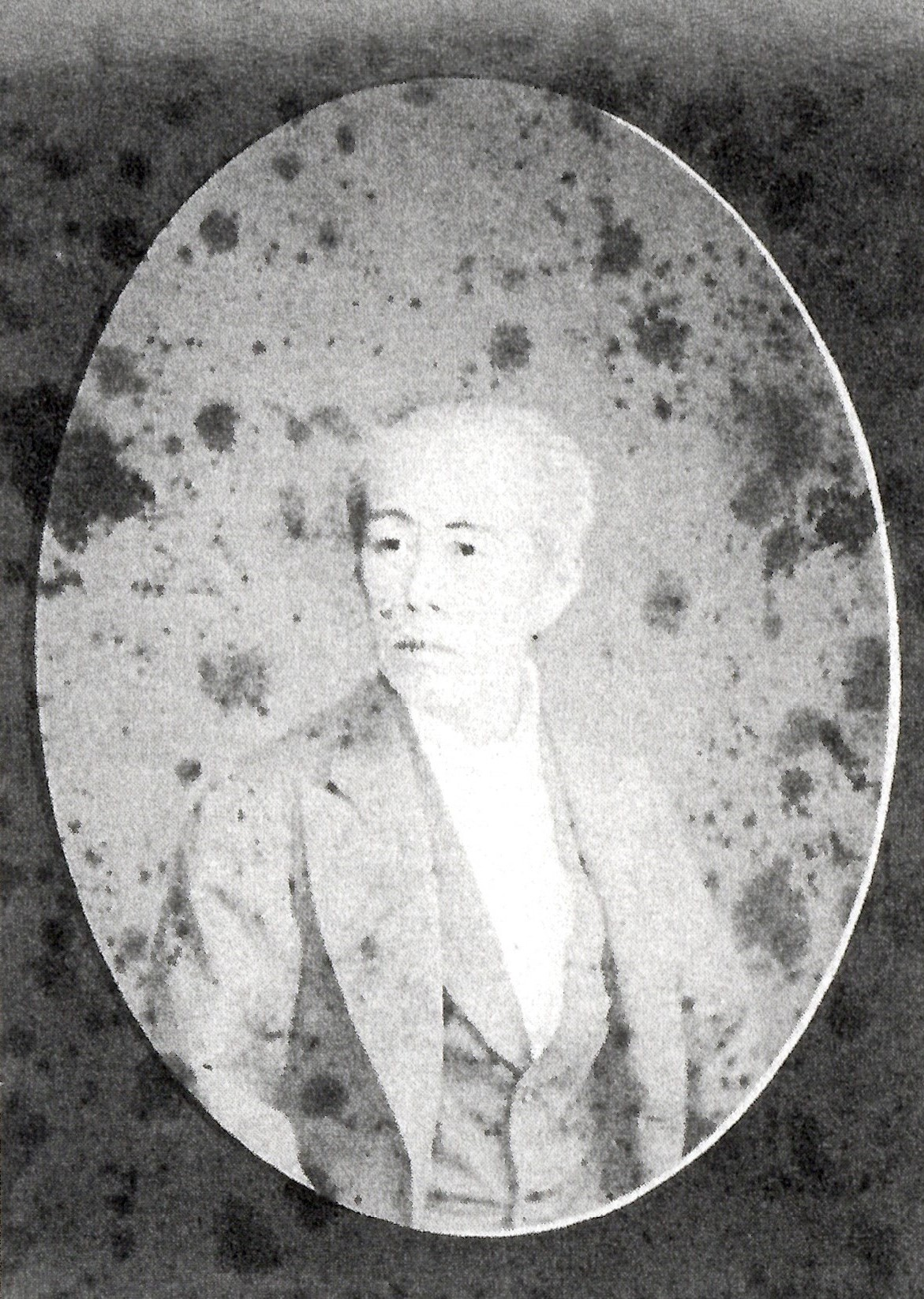
소마 미치타네

소마 미치타네(일본어: 相馬充胤, 1819년 4월 13일 ~ 1887년 2월 19일)는 에도 시대 후기부터 말기까지의 다이묘로, 소마 나카무라번의 12대 번주이다. 관위는 종5위하, 다이젠노스케(大膳亮)이다.
11대 번주 소마 마스타네의 맏아들로 태어났다. 1835년, 아버지가 은거함에 따라 번주 자리에 올랐다. 당대 사상가 니노미야 다카노리(손토쿠)에게 영내 지도를 의뢰했고, 번에서 다카노리의 제자들이 배출되어 번 재정 재건의 시책으로서 경제와 도덕의 융화를 꾀한 보덕사법(報徳仕法)의 실천을 촉진하였다. 1865년에 은거하였고, 그 뒤를 둘째 아들 도모타네가 이었다.
1868년 보신 전쟁 당시 나카무라 번주이었다 도모타네는 아직 16살이고 도모타네의 아버지인 미치타네가 나카무라 성주가 되어 메이지 정부군과 싸웠다. 하지만 미치타네가 더해진 오우에쓰 열번 동맹은 메이지 정부에 패배, 나카무라성은 메이지 정부군의 손에 떨어졌다.
1887년에 세상을 떠났다.

## 같이 보기
- 니노미야 다카노리(일본어판) : 일본의 근검절약과 고학의 상징이 된 인물

| 전임 소마 마스타네 | 제12대 소마 나카무라번 번주 1835년 ~ 1865년 | 후임 소마 도모타네 |